# Partito Progressista Democratico (Malawi)
Il Partito Progressista Democratico (in lingua inglese: Democratic Progressive Party, DPP) è un partito politico malawiano di orientamento liberale fondato nel 2005, a seguito di una scissione dal Fronte Democratico Unito.

## Risultati elettorali
| Elezione          | Voti      | %    | Seggi     |
| ----------------- | --------- | ---- | --------- |
| Parlamentari 2009 | 1.739.202 | 40,0 | 114 / 193 |
| Parlamentari 2014 | 1.133.402 | 22,0 | 51 / 193  |

| Elezione           | Candidato          | Voti      | %    | Esito  |
| ------------------ | ------------------ | --------- | ---- | ------ |
| Presidenziali 2009 | Bingu wa Mutharika | 2.963.820 | 66,2 | Eletto |
| Presidenziali 2014 | Peter Mutharika    | 1.904.399 | 36,4 | Eletto |